# Raul Must
Raul Must (Tallin, URSS, 9 de noviembre de 1987) es un deportista estonio que compite en bádminton. Ganó una medalla de bronce en los Juegos Europeos de Minsk 2019, en la prueba individual.

## Palmarés internacional
| Juegos Europeos | Juegos Europeos     | Juegos Europeos   | Juegos Europeos |
| Año             | Lugar               | Medalla           | Prueba          |
| --------------- | ------------------- | ----------------- | --------------- |
| 2019            | Minsk (Bielorrusia) | Medalla de bronce | Individual      |